# Metabòlit
Un metabòlit és qualsevol molècula utilitzada o produïda durant el metabolisme. Així, donada la ruta metabòlica:
A, B, C, D, E són els metabòlits; el primer metabòlit de la ruta (A) sol denominar-se substrat, l'últim (E) producte i la resta (B, C, D) metabòlits intermediaris.
Si prenem com a exemple la fermentació làctica, una de les rutes metabòliques evolutivament més antigues, la glucosa és el primer metabòlit (substrat), el punt de partida d'una sèrie de reaccions que conduirà fins al lactat, l'últim metabòlit o producte final; entre la glucosa i el lactat hi ha set metabòlits intermediaris. El substrat inicial es pren del mitjà o de les reserves de la cèl·lula, i ha de subministrar-se contínuament perquè la ruta es porti a terme. El producte final s'acumula a la cèl·lula, i ha d'expulsar-se com producte d'excrecció. Els metabòlits intermediaris es troben usualment en concentracions molt baixes, atès que quan es produeixen són transformats en el següent.

Atès que les reaccions metabòliques són catalitzades per enzims i aquestes estan determinades genèticament, qualsevol alteració de l'ADN suposarà una disfunció de l'enzim, un bloqueig de la ruta metabòlica i l'acumulació d'un metabòlit intermediari a la cèl·lula.
En aquest cas la disfunció de l'enzim que catalitza el pas de C a D origina l'acumulació del metabòlit C en la cèl·lula (i la no producció d'E), el que pot originar trastorns en els individus, coneguts genèricament com a malalties metabòliques (que, a més, són hereditàries).